# 溫德姆 (堪薩斯州)
溫德姆（英語：Windom）是一個位於美國堪薩斯州麥克弗森縣的城市。

## 地方資料
根據2020年美國人口普查的數據，溫德姆的面積為0.52平方千米，當中陸地面積為0.52平方千米，而水域面積為0.00平方千米。當地共有人口85人，而人口密度為每平方千米163.46人。